# ثورة الشمال السوري
ثورة الشمال السوري انتفاضة مسلحة قامت في شمال غرب سوريا ضد الاحتلال الفرنسي. بدأت الثورة في عهد المملكة السورية العربية واستمرت بعد سقوط دمشق عقب معركة ميسلون. قاد الثورة إبراهيم هنانو وقاد عملياتها يوسف السعدون في أنطاكية وعموم لواء اسكندرون وعمر البيطار في الحفة ونجيب عويد في منطقة حلب وريفها ومصطفى حج حسين في جبل الزاوية. أعلن هنانو الثورة في العاشر من نيسان عام 1919.
قامت الثورة في شمال سورية حيث الحد الفاصل بين ما هو عربي وتركي، في وقت لم تكن الحدود قد رسمت، ولكنها مع ذلك قامت ضد عدو مشترك للعرب والأتراك. وتركزت الثورة في الريف رغم قول أغلبية المؤرخين إن مركز الحركة الوطنية كان في المدن، وإن الريف كان غارقاً في محليته، ولكن هذه الثورة أثبتت أن الريف لم يكن أقل وطنية ومقاومة للاحتلال من المدينة فثار بينما اكتفت مدينة حلب بالدعم السياسي والمادي. وهكذا كان أولئك المجاهدون الذين عاشوا في الريف السوري يسهمون في تغيير المستقبل السياسي لبلدهم دون أن يدركوا ذلك.
قامت الثورة بعد الحرب العالمية الأولى على عتبة تحول كبير عصف بالدولة العثمانية، رافقه نمو الوعي القومي العربي ودون غياب الحس الإسلامي. قامت في المرحلة الانتقالية بين الماضي العثماني والحاضر العربي السوري. الزمن القريب من الماضي العثماني الذي استمر حوالي أربعة قرون في زمن ضاعت فيه معالم الأشياء فلم يكد يدرك السكان معنى رحيل الأتراك الذي عملوا من أجله حتى صدموا بالاحتلال الفرنسي. فكانت التفاتة سريعة إلى الماضي وحنيناً إلى العثمانيين الأخوة في الدين بعد مدة قصيرة من رحليهم. بينما نظر الكماليون إلى الأمر على أنه طريق للعودة إلى الماضي العثماني ولكن بالصيغة التركية بدل الإسلامية.